# رونالد إيتون
رونالد إيتون (28 يناير 1909 بسيدني في أستراليا - 13 مايو 1960) (بالإنجليزية: Ronald Eaton)‏ هو لاعب كريكت أسترالي.

## وصلات خارجية
- رونالد إيتون على موقع إي آس بي آن كريك إنفو (الإنجليزية)